# Axinella inflata
Axinella inflata är en svampdjursart som beskrevs av Lendenfeld 1888. Axinella inflata ingår i släktet Axinella och familjen Axinellidae.
Artens utbredningsområde är havet kring Australien. Inga underarter finns listade i Catalogue of Life.